# Marcia Tucker
Marcia Tucker, nascuda Marcia Silverman (11 d'abril de 1940 – 17 d'octubre de 2006) va ser una historiadora de l'art, crítica d'art i conservadora de museus estatunidenca. El 1977 va fundar el New Museum, un museu dedicat a l'art innovador i a la pràctica artística contemporània a Nova York, on va treballar com a directora fins al 1999. Tucker va morir el 17 d'octubre de 2006 a Santa Barbara, Califòrnia.

## Catàlegs i publicacions
- “No Title,” in The Space of Art: Buddha and the Culture of Now, ed. Jacqueline Baas and Mary Jane Jacob, University of California Press, 2005.
- “No Title,” in Buddha Mind in Contemporary Art, ed. Jacquelynn Baas and Mary Jane Jacob, University of California Press, Berkeley, Los Angeles & London, 2004.
- “A Labor of Love,” in Objects and Meaning: Readings that Challenge the Norm, ed. Anna Fariello and Paula Owen, Scarecrow Press, Maryland, 2003.
- Talking Visions: Multicultural Feminism in a Transnational Age, Documentary Sources in Contemporary Art, Vol. V, published by the New Museum of Contemporary Art in conjunction with The M.I.T. Press, 1998, Series editor and foreword.
- "Museums Experiment with New Exhibition Strategies," The New York Times, Arts and Leisure section, Sunday, January 10, 1999.
- "Questing for New Definitions of Contemporary Art," The New York Times, Arts and Leisure section, Sunday, March 29, 1998.
- "Adventures in Liza Land," Liza Lou, Smart Art Press, 1997.
- "A [Re]Movable Feast," Grantsmakers in the Arts, Spring 1997, Volume 8, Number 1.
- "The New Museum: Documentary Sources in Contemporary Art," American Art Review, (Special Issue: The Henry Luce Foundation), February/March 1995.
- "Collecting: The Strategy of Desire," a catalogue essay for the exhibition, Mettlesome & Meddlesome: Selections from the Robert J. Shiffler Collection, The Contemporary Arts Center, Cincinnati, Ohio, 1994.
- "A Moment in Reverse," The Hamburger Monument against Fascism by Jochen and Esther Gerz, Verlag Gerd Hatje, Germany, 1994
- Condensed version of a presentation delivered at The Contemporary Museum, Hawaii, on July 25, 1993, ARTbeat, November 1993.
- Different Voices: A Social, Cultural, and Historical Framework for Change in the American Art Museum, Project Director. Introductory essay, “Who’s on First? Issues of Cultural Equity in Today’s Museums,” by Marcia Tucker, Association of Art Museum Directors, New York, 1992.
- Out There: Marginalization and Contemporary Cultures, Documentary Sources in Contemporary Art, Vol. IV, published by the New Museum of Contemporary Art in conjunction with The M.I.T. Press, 1990, Series Editor and foreword.
- Discourses: Conversations in Postmodern Art and Culture, Documentary Sources in Contemporary Art, Vol. III, published by the New Museum of Contemporary Art in conjunction with The M.I.T. Press, 1990, Series Editor and foreword.
- "Common Ground," Museum News, July/August 1990.
- "Nancy Dwyer Makes Trubble," Artforum, November 1989.
- "Women Artists Today: Revolution or Regression?" Making Their Mark: Women Artists Move into the Mainstream, Maidenform, Inc., 1989.
- "Equestrian Mysteries: An Interview with Deborah Butterfield," Art in America, June 1988.
- "The Painted Equation: An Artist’s [Alfred Jensen] Rendering of Nature’s Laws," The Sciences, March/April 1988.
- Blasted Allegories: An Anthology of Writings by Contemporary Artists, Documentary Sources in Contemporary Art, Vol. II, published by the New Museum of Contemporary Art in conjunction with The M.I.T. Press, 1987, Series Editor and foreword.
- "Not Just for Laughs: The Art of Subversion," SF Camerawork Quarterly, March 1987.
- PAST, PRESENT, FUTURE: Photographs by Daniel Faust, Amanda Means, Andres Serrano, Susan Unterberg, and Carrie Mae Weems, 1986.
- Art After Modernism: Rethinking Representation, Documentary Sources in Contemporary Art, Vol. I, published by the New Museum of Contemporary Art in conjunction with David R. Godine, 1984, Series Editor and foreword.
- "An Iconography of Recent Figurative Painting: Sex, Death, Violence and the Apocalypse," Artforum, Summer 1982.
- "Terry Allen (on everything)," Artforum, October 1982.
- "The Ring: ‘A Story which Swallows its Own Tale,’" Terry Allen, exhibition catalogue, The Nelson Gallery/Atkins Museum, Kansas City, Missouri, 1981.
- "An Interview with Jack Tworkov," Jack Tworkov, Paintings 1950-1978, Third Eye Centre, Glasgow, Scotland, 1979.
- "Mythical Vision: The Work of Alfred Jensen," Alfred Jensen: Paintings and Diagrams from the Years 1957-1977, Albright-Knox Art Gallery, Buffalo, N.Y., 1978.
- "Cultural Irony," (Charles Garabedian, H.C. Westerman, Jim Roche), Critical Perspectives in American Art, University of Massachusetts, Amherst, 1976.
- Introduction, Heavily Tattooed Men and Women, compiled by Spider Webb, McGraw Hill, Inc., N.Y., 1976.
- Preface, Art Talk: Conversations with Twelve Women Artists, by Cindy Nemser, Charles Scribner & Sons, N.Y., 1975.
- Guest Editor, Los Angeles Institute of Contemporary Arts Journal, (New York/California Issue), No. 10, March/April, 1976.
- "Bypassing the Gallery System," Ms. Magazine, February 1973.
- "Pat Steir: ‘The Thing Itself, Made by Me,’" Art in America, January/February, 1973.
- "The Anatomy of a Brush Stroke: Recent Paintings by Joan Snyder," Artforum, May 1971.
- Robert Morris, Praeger Books, Inc., N.Y., 1970.
- "PheNAUMANology," Artforum, December 1970. Reprinted in "Bruce Nauman," Hayward Gallery, London: 1998.
- American Painting in the Ferdinand Howald Collection, Catalogue Raisonné, The Columbus Gallery of Fine Arts, Columbus, Ohio, 1969.

## Premis i reconeixements
Va rebre el Premi Skowhegan Governors pel seu servei vital al món de les Arts (1988), i va rebre el Premi Bard College Award el 1999 pels seus èxits curatorials, així com l'Art Table Award pel seu servei a les arts visuals l'any 2000.